# Закусило, Александр Алексеевич
Александр Алексеевич Закусило (1906—1987) — начальник Управления НКВД по Приморскому краю, генерал-майор (1945).

## Биография
Родился в семье крестьянина в селе Бабиничи в Волынской губернии. Украинец. В 1917 году окончил 3-классную сельскую школу в селе Закусилы. С мая 1917 года работал в своем хозяйстве в селе Бабиничи. С сентября 1925 года работал секретарем сельсовета в селе Закусилы. С сентября 1926 года обучается в совпартшколе 1-й ступени в городе Новоград-Волынский, в ноябре того же года вступил в ВКП(б). В июле 1927 года после окончания школы избран секретарем Словечанского райкома ЛКСМУ Коростеньского округа. С июня 1927 года пред., уполн. по лесорубам Союза с.-х. и лесных рабочих в Словечанском районе.
С октября 1929 года служит в РККА в должности- красноармеец-секретарь бюро ВЛКСМ 138 стрелкового полка 46-й стрелковой дивизии Украинского ВО. В сентябре 1931 года поступил в воен.-полит. школу им. Энгельса, ЛВО, после ее окончания в апреле 1932 года назначен политруком роты Богуславского красноармейского колхоза ОКДВА. С июля 1932 года по июнь 1936 года: политрук роты, инструктор пропаганды, секретарь партбюро 1 Вознесенского красноармейского колхоза ОКДВА. В июне 1936 года избран секретарем партбюро саперного батальона 21-й стрелковой дивизии ОКДВА. С сентября 1937 года по сентябрь 1938 года проходил обучение Военно-политической академии имени В. И. Ленина.
В органах НКВД-МВД: и. о. оперуполн. 4 отд. ГУГБ НКВД СССР 15.09.1938 — 03.01.1939; ст. оперуполн. 10 отд-я 4 отд. ГУГБ НКВД СССР 03.01.1939-27.03.1939; заместитель начальника Управления НКВД по Приморскому краю 27.03.1939-26.02.1941; начальник Управления НКВД по Приморскому краю 26.02.1941- 31.07.1941; зам. нач. УНКВД Примор. края 07.08.1941-07.05.1943; нач. УНКВД-УМВД Примор. края 07.05.1943-13.04.1946; начальник Управления НКВД — МВД по Приморскому краю 13.04.1946-07.03.1950; в распоряжении упр. строит-ва и ИТЛ железных рудников МВД 07.03.1950-25.10.1950; нач. охраны и зам. нач. упр. строит-ва и ИТЛ железных рудников МВД 25.10.1950-30.03.1951; зам. нач. отд. МВД УССР 29.05.1951 — 03.09.1952; нач. УПО МВД УССР 03.09.1952-12.04.1955; нач. упр. милиции Киева и зам. нач. УМВД-УВД Киев. обл. 12.04.1955-04.01.1960; уволен 04.01.1960.

## Звания
- ст. политрук;
- ст. лейтенант государственной безопасности, 08.01.1939;
- капитан государственной безопасности, 27.03.1939;
- подполковник государственной безопасности, 11.02.1943;
- комиссар государственной безопасности, 12.05.1943 (произведен из подполковника);
- генерал-майор, 09.07.1945.

## Награды
- 2 ордена Красного Знамени (20.09.1943, 25.06.1954);
- орден Отечественной войны 1-й степени (1985);
- орден Отечественной войны 2-й степени (26.09.1945);
- 3 ордена Красной Звезды (28.11.1941, 03.11.1944, 24.02.1945);
- орден «Знак Почета» (26.04.1940);
- медали СССР.